# Marita Lindahl
Marita Lindahl (ur. 17 października 1938 w Helsinkach, zm. 21 marca 2017) – fińska Miss World, zwyciężczyni siódmego konkursu, który odbył się w 1957 roku.
W 1970 poślubiła Marttiego Kirsitie, z którym miała syna.